# Epropetes atlantica
Epropetes atlantica là một loài bọ cánh cứng trong họ Cerambycidae.